# Cis-mineur
cis-mineur of cis klein (afkorting: C♯m) is een toonsoort met als grondtoon Cis. De voortekening telt vier kruisen: Fis, Cis, Gis en Dis. Het is de parallelle toonaard van E-majeur.
Er bestaan drie mogelijke varianten van cis-mineur:
- Natuurlijke mineurtoonladder: cis - dis - e - fis - gia - a - b - cis

- Harmonische mineurladder: cis - dis - e - fis - gia - a - bis - cis

- Melodische mineurladder: cis - dis - e - fis - gia - aïs - bis - cis

## Bekende werken in cis-mineur
- Das wohltemperierte Klavier (prelude en fuga nr. 4) - Johann Sebastian Bach
- Pianosonate nr. 14 (Mondscheinsonate) (1801) - Ludwig van Beethoven
- Fantaisie-Impromptu (1834) - Frédéric Chopin
- Prelude nr. 10 - Frédéric Chopin
- Hongaarse Rapsodie nr. 2 (1847) - Franz Liszt
- Symfonie nr. 5 (1901-1902) - Gustav Mahler
- Symfonie nr. 7 (1952) - Sergej Prokofjev
- Op. 3 nr. 2: Prélude in cis-mineur (1890) - Sergej Rachmaninov